# Claas Hanson
Claas Hanson (* 1975 in Duisburg) ist ein deutscher Komponist, Musiker und Musiktherapeut.

## Leben
Claas Hanson besuchte das musische Gymnasium in Essen-Werden und erhielt parallel dazu ein Jungstudium Oboe bei Taskin Oray an der Robert Schumann Hochschule Düsseldorf und Kompositionsunterricht bei Alexander Meyer von Bremen.
Als Oboist wirkte er in zahlreichen modernen Musik- und Musiktheaterprojekten mit und arbeitete als Kirchenmusiker. Seit 2003 verlagerte sich sein Tätigkeitsschwerpunkt auf die Komposition von Instrumentalmusik, Klangkunst und Filmmusik.
2005 absolvierte er das Studium der Musik- und Medienwissenschaft an der Ruhr-Universität Bochum (M.A.) und 2008 der Schöpferischen Musiktherapie (Master of Arts) an der Universität Witten-Herdecke.
Seitdem ist er als Komponist, Musiker und Musiktherapeut tätig und unterrichtet an der Hochschule für Gesundheit & Sport, Technik & Kunst in Berlin als Professor für Musikproduktion.

## Musikalische Werke (Auswahl)
Performance/Instrumentalwerke 
- Almost Transparent für Perkussionsensemble und Elektronik, op. 15 (2016)
- Fragile Silences für zwei Klangperformer und Elektronik, op. 14 (2016)
- un. Demokratische Sonate für Cello und aktives Publikum, op. 13 (2015)
- RS+nnnt – a korean love story für zwei Klaviere, Stimme und Bandrekorder, op. 11 (2008)
- Zeichen der Nacht für mechanische Orgel, Streichquartett, zwei Solisten und Elektronik, op. 10 (2008–2015)
- Luftlicht für mechanische Orgel, Saxophon und Elektronik, mit Karl-Heinz Blomann, op. 9 (2007)
- Windwerk für dekonstruierte Orgel und Elektronik, op. 7 (2007)

 Klanginstallationen 
- projekt OSCar, Auftragsarbeit für das Kulturhaus Oskar, op. 5 (2007)
- Horarium, Auftragsarbeit für den 20. Weltjugendtag (2005)
- audi::MAX, Auftragsarbeit für die Ruhr-Universität Bochum mit Martin Lücke (2003)

 Ars Acustica 
- 25 elektronische Oden, (2007–2031)
- Der dritte Hammerschlag, Hörstück für WDR 3 Studio Akustische Kunst mit Karl-Heinz Blomann (2006)
- Kappa, Hörspiel für 1Live Lauschangriff (2006)

 Filmmusik 
- Filmmusik, mit Karl-Heinz Blomann, seit 2004[2]

## CD-Veröffentlichungen (Auswahl)
- Windwerk | Horarium, CD (EXIT Records, 2010)
- Abandoned Pieces, CD (klangperformer, 2016)
- Soundtrack Impressions, CD (EXIT Records, 2011)

## Bücher
- Claas Hanson: Die Bedeutung der Technik für die musikalische Avantgarde. Transformation musikalischer Ästhetik und künstlerischen Selbstverständnisses. Hamburg 2015, ISBN 978-3959347013.
- Claas Hanson: Schöpferische Musiktherapie mit traumatisierten Menschen im Kontext anthroposophisch orientierter Psychiatrie. München 2013, ISBN 978-3640155392.
- Claas Hanson: Visuelle Metaphorik der Informationstechnologie. München 2012, ISBN 978-3656216957.
- Claas Hanson: Technik und musikalische Avantgarde. Transformationen musikalischer Ästhetik durch technisch produzierte und reproduzierbare Kunst. München 2007, ISBN 978-3-638-68841-3.
- Claas Hanson: Parodie, Persiflage, Karikatur. Formen des Uneigentlichen in Gustav Mahlers Symphonien. München 2006, ISBN 978-3656217008.
- Claas Hanson: Diskursanalyse von Programmiersprachen. Zur Wissensarchäologie maschineller Diskurse. München 2006, ISBN 978-3638688420.
- Claas Hanson: Werner Egk – Abraxas. München 2006, ISBN 978-3638688437.